# 3 000 mètres steeple masculin aux Jeux olympiques d'été de 2020
Pour des articles plus généraux, voir Athlétisme aux Jeux olympiques d'été de 2020 et Steeple aux Jeux olympiques.
Navigation
Rio 2016 Paris 2024
L'épreuve du 3 000 mètres steeple masculin aux Jeux olympiques de 2020 se déroule les 30 juillet et 2 août 2021 au Stade olympique national de Tokyo, au Japon.

## Programme
Tous les horaires correspondent à l'UTC+9
| Date                     | Horaire | Manche |
| ------------------------ | ------- | ------ |
| Vendredi 30 juillet 2021 | 09 h 00 | Séries |
| Lundi 2 août 2021        | 19 h 00 | Finale |

## Records
Avant cette compétition, les records dans cette discipline étaient les suivants : 
| Record du monde  | Saif Saaeed Shaheen (QAT) | 7 min 53 s 63 | Bruxelles      | 3 septembre 2004 |
| Record olympique | Conseslus Kipruto (KEN)   | 8 min 3 s 28  | Rio de Janeiro | 17 août 2016     |

## Médaillés
| Or                  | Argent        | Bronze         |
| Soufiane el-Bakkali | Lamecha Girma | Benjamin Kigen |

## Résultats

### Finale
| Rang               | Athlète              | Pays       | Temps         | Notes |
| ------------------ | -------------------- | ---------- | ------------- | ----- |
| Médaille d'or      | Soufiane el-Bakkali  | Maroc      | 8 min 8 s 90  |       |
| Médaille d'argent  | Lamecha Girma        | Éthiopie   | 8 min 10 s 38 |       |
| Médaille de bronze | Benjamin Kigen       | Kenya      | 8 min 11 s 45 |       |
| 4                  | Getnet Wale          | Éthiopie   | 8 min 14 s 97 |       |
| 5                  | Yemane Haileselassie | Érythrée   | 8 min 15 s 34 |       |
| 6                  | Matthew Hughes       | Canada     | 8 min 16 s 03 |       |
| 7                  | Ryuji Miura          | Japon      | 8 min 16 s 90 |       |
| 8                  | Topi Raitanen        | Finlande   | 8 min 17 s 44 |       |
| 9                  | Ala Zoghlami         | Italie     | 8 min 18 s 50 |       |
| 10                 | Abraham Kibiwot      | Kenya      | 8 min 19 s 41 |       |
| 11                 | Benard Keter         | États-Unis | 8 min 22 s 12 |       |
| 12                 | Alexis Phelut        | France     | 8 min 23 s 14 |       |
| 13                 | Mohamed Tindouft     | Maroc      | 8 min 23 s 56 |       |
| 14                 | Ahmed Abdelwahed     | Italie     | 8 min 24 s 34 |       |
| 15                 | John Gay             | Canada     | 8 min 35 s 41 |       |

### Séries
Les 3 premiers de chaque série (Q) et les 6 meilleurs temps des non qualifiés directs se qualifient pour la finale

#### Série 1
| Rang | Athlète          | Pays            | Temps   | Notes  |
| ---- | ---------------- | --------------- | ------- | ------ |
| 1    | Lamecha Girma    | Éthiopie        | 8:09.83 | Q      |
| 2    | Ryuji Miura      | Japon           | 8:09.92 | Q, NR  |
| 3    | Benjamin Kigen   | Kenya           | 8:10.80 | Q, SB  |
| 4    | Ala Zoghlami     | Italie          | 8:14.06 | PB, q  |
| 5    | Mohamed Tindouft | Maroc           | 8:15.91 | q      |
| 6    | John Gay         | Canada          | 8:16.99 | PB, q  |
| 7    | Djilali Bedrani  | France          | 8:20.23 | (.223) |
| 8    | Mason Ferlic     | États-Unis      | 8:20.23 | (.226) |
| 9    | Albert Chemutai  | Ouganda         | 8:29.81 |        |
| 10   | Vidar Johansson  | Suède           | 8:32.86 |        |
| 11   | Karl Bebendorf   | Allemagne       | 8:33.27 |        |
| 12   | Carlos Sanmartin | Colombie        | 8:33.47 |        |
| 13   | Phil Norman      | Grande-Bretagne | 8:46.57 |        |
| -    | Fernando Carro   | Espagne         | -       | DNF    |
| -    | John Koech       | Bahreïn         | -       | DNF    |

#### Série 2
| Rang | Athlète              | Pays            | Temps   | Notes |
| ---- | -------------------- | --------------- | ------- | ----- |
| 1    | Abraham Kibiwott     | Kenya           | 8:12.25 | Q     |
| 2    | Getnet Wale          | Éthiopie        | 8:12.55 | Q     |
| 3    | Ahmed Abdelwahed     | Italie          | 8:12.71 | Q     |
| 4    | Matthew Hughes       | Canada          | 8:13.56 | SB, q |
| 5    | Yemane Haileselassie | Érythrée        | 8:14.63 | SB, q |
| 6    | Benard Keter         | États-Unis      | 8:17.31 | PB, q |
| 7    | Avinash Sable        | Inde            | 8:18.12 | NR    |
| 8    | Sebastián Martos     | Espagne         | 8:23.07 |       |
| 9    | Ryōma Aoki           | Japon           | 8:24.82 |       |
| 10   | Abdelkarim Ben Zahra | Maroc           | 8:28.63 | SB    |
| 11   | Edward Trippas       | Australie       | 8:29.90 |       |
| 12   | Louis Gilavert       | France          | 8:36.35 |       |
| 13   | Emil Blomberg        | Suède           | 8:39.57 |       |
| 14   | Zak Seddon           | Grande-Bretagne | 8:43.29 |       |
| 15   | Hicham Bouchicha     | Algérie         | 8:44.75 |       |

#### Série 3
| Rang | Athlète              | Pays       | Temps   | Notes |
| ---- | -------------------- | ---------- | ------- | ----- |
| 1    | Soufiane El Bakkali  | Maroc      | 8:19.00 | Q     |
| 2    | Topi Raitanen        | Finlande   | 8:19.17 | Q, SB |
| 3    | Alexis Phelut        | France     | 8:19.36 | Q     |
| 4    | Osama Zoghlami       | Italie     | 8:19:51 |       |
| 5    | Leonard Bett         | Kenya      | 8:19:62 |       |
| 6    | Hillary Bor          | États-Unis | 8:19:80 |       |
| 7    | Ben Buckingham       | Australie  | 8:20:95 | PB    |
| 8    | Ole Hesselbjerg      | Danemark   | 8:24:08 |       |
| 9    | Bikila Tadese Takele | Érythrée   | 8:24:69 |       |
| 10   | Altobeli da Silva    | Brésil     | 8:29:17 |       |
| 11   | Simon Sundström      | Suède      | 8:29:34 |       |
| 12   | Kosei Yamaguchi      | Japon      | 8:31:27 |       |
| 13   | Daniel Arce          | Espagne    | 8:38:09 |       |
| 14   | Matthew Clarke       | Australie  | 8:42:37 |       |

## Légende
Records et Performances
- AR : Record continental (area record)
- CR : Record des championnats (championship record)
- MR : Record du meeting (meet record)
- NR : Record national (national record)
- OR : Record olympique (olympic record)
- PR : Record paralympique (paralympic record)
- PB : Record personnel (personal best)
- SB : Meilleure performance personnelle de la saison (season's best)
- WL : Meilleure performance mondiale de l'année (world leader)
- WJR : Record du monde junior (world junior record)
- WR : Record du monde (world record)

Circonstances et Conditions
- DNF : N'a pas terminé (did not finish)
- DNS : N'a pas pris le départ (did not start)
- DQ : Disqualification (disqualification)
- NM : Aucun essai valable enregistré (No Mark)
- Q : Qualifié « directement » au prochain tour (ou à la prochaine compétition), lors d'une compétition majeure, grâce au classement ou à la réalisation des minima (automatic qualifier)
- q : Qualifié au prochain tour (ou à la prochaine compétition), lors d'une compétition majeure, grâce au repêchage ou à la réalisation de l'une des meilleures performances parmi celles des « non qualifiés directement » (grâce au meilleur temps ou à la meilleure distance par exemple) (secondary qualifier)